# Jean-François Beltramini
Jean-François Beltramini (Les Clayes-sous-Bois, 5 de febrero de 1948 - Ruan, 27 de agosto de 2014) fue un futbolista francés que jugaba en la demarcación de delantero.

## Biografía
Debutó como futbolista en 1973 con el Stade de Reims tras salir del CA Mantes. Jugó durante un año en el club, hasta 1974, cuando se fue al Laval FC por otro año, llegando a marcar cuatro goles en 26 partidos. Al dejar el club, fichó por el Paris FC por cuatro años, destacando como futbolista al hacer 37 goles con el club. Tras esto le fichó el París Saint-Germain Football Club, donde jugó en dos temporadas. Finalmente se retiró en el FC Rouen, dejando detrás de él un total de 120 goles en su carrera.
Falleció el 27 de agosto de 2014 a los 66 años de edad.

## Clubes
| Club                   | País    | Año         | Partidos | Goles |
| ---------------------- | ------- | ----------- | -------- | ----- |
| Stade de Reims         | Francia | 1973 - 1974 | 4        | 2     |
| Laval FC               | Francia | 1974 - 1975 | 26       | 4     |
| Paris FC               | Francia | 1975 - 1979 | 132      | 37    |
| París Saint-Germain FC | Francia | 1979 - 1981 | 36       | 14    |
| FC Rouen               | Francia | 1981 - 1985 | 145      | 63    |